# Pre 45th Anniversary Seiko Matsuda Concert Tour 2024 “lolli♡pop”
『Pre 45th Anniversary Seiko Matsuda Concert Tour 2024 “lolli♡pop”』（プレ・フォーティーフィフス・アニバーサリー・セイコ・マツダ・コンサート・ツアー・2024・ロリポップ）は、松田聖子のライブ・ビデオ。2025年6月4日発売予定。発売元は ユニバーサルミュージック。

## 解説
2024年に全国5都市・12公演にわたり開催されたコンサートツアーから、2024年6月8日に開催されたさいたまスーパーアリーナの公演の模様を収録。前回同様に、発売がツアーの一年後となった。尚、45周年記念ベストアルバム「永遠のアイドル、永遠の青春、松田聖子。 〜45th Anniversary 究極オールタイムベスト〜」と同時発売になっている。
DVDの初回限定盤にはライブ・アルバムが同梱され、Blu-ray Discの初回限定盤は52ページのフォトブックが封入される。DVD・Blu-ray Disc共に、初回限定盤と通常盤の2形態、合計4形態で発売。

## 収録曲

### DVD・Blu-ray Disc
1. ピンクのモーツァルト
2. 天国のキッス
3. 秘密の花園
4. 渚のバルコニー
5. Back for More
2007年に開催されたクリスマスディナーショー以来17年ぶりの演奏
6. It's Style '95
7. I Want You So Bad!
8. 瑠璃色の地球 2020
9. 風立ちぬ
「赤いスイートピー」までアコースティックコーナー
10. 硝子のプリズム
2016年に開催されたクリスマスディナーショー以来8年ぶりの演奏
11. WITH YOU
ライブ初演奏
12. SWEET MEMORIES
13. 銀色のオートバイ
ライブ初演奏。バンドメンバーである野崎洋一のリクエストとして「ハートをRock」までメドレーで披露
14. LET'S BOYHUNT
SEIKO MATSUDA COUNT DOWN LIVE PARTY 2005-2006以来18年ぶりの演奏。
15. ハートをRock
SEIKO MATSUDA COUNT DOWN LIVE PARTY 2007-2008以来16年ぶりの演奏
16. 赤いスイートピー
17. 赤い靴のバレリーナ
オンラインライブを除くと、Seiko Matsuda Concert Tour 2016「Shining Star」以来8年ぶりの演奏
18. 時間の国のアリス 〜Alice in the world of time～
19. 青い珊瑚礁 〜Blue Lagoon〜
夏の扉までメドレー
20. 風は秋色
21. 白いパラソル
22. 未来の花嫁
23. Rock'n Rouge
24. チェリーブラッサム 2021
25. 夏の扉

Encore
1. 20th Party
2. 素敵にOnce Again

### CD (DVD初回特典盤のみ)
1. ピンクのモーツァルト
2. 天国のキッス
3. 秘密の花園
4. Back for More
5. It's Style '95
6. I Want You So Bad!
7. 瑠璃色の地球 2020
8. 時間の国のアリス ～Alice in the world of time～
9. 青い珊瑚礁 ～Blue Lagoon～
10. 白いパラソル
11. 未来の花嫁